# جان برتون کارنت
جان برتون کارنت (انگلیسی: John Berton Carnett؛ ‏ ۱۸۹۰ – ۱۹۸۸) جراح اهل ایالات متحده آمریکا بود که امروزه نامش بابت تشریح نشانه کارنت در یادها مانده است. وی استاد رشتهٔ جراحی دانشگاه پنسیلوانیا و در دوران جنگ جهانی اول رئیس بیمارستان شماره ۲۰ پایگاه نیروهای آمریکا بود.